# Nikolaikyrkan, Tallinn

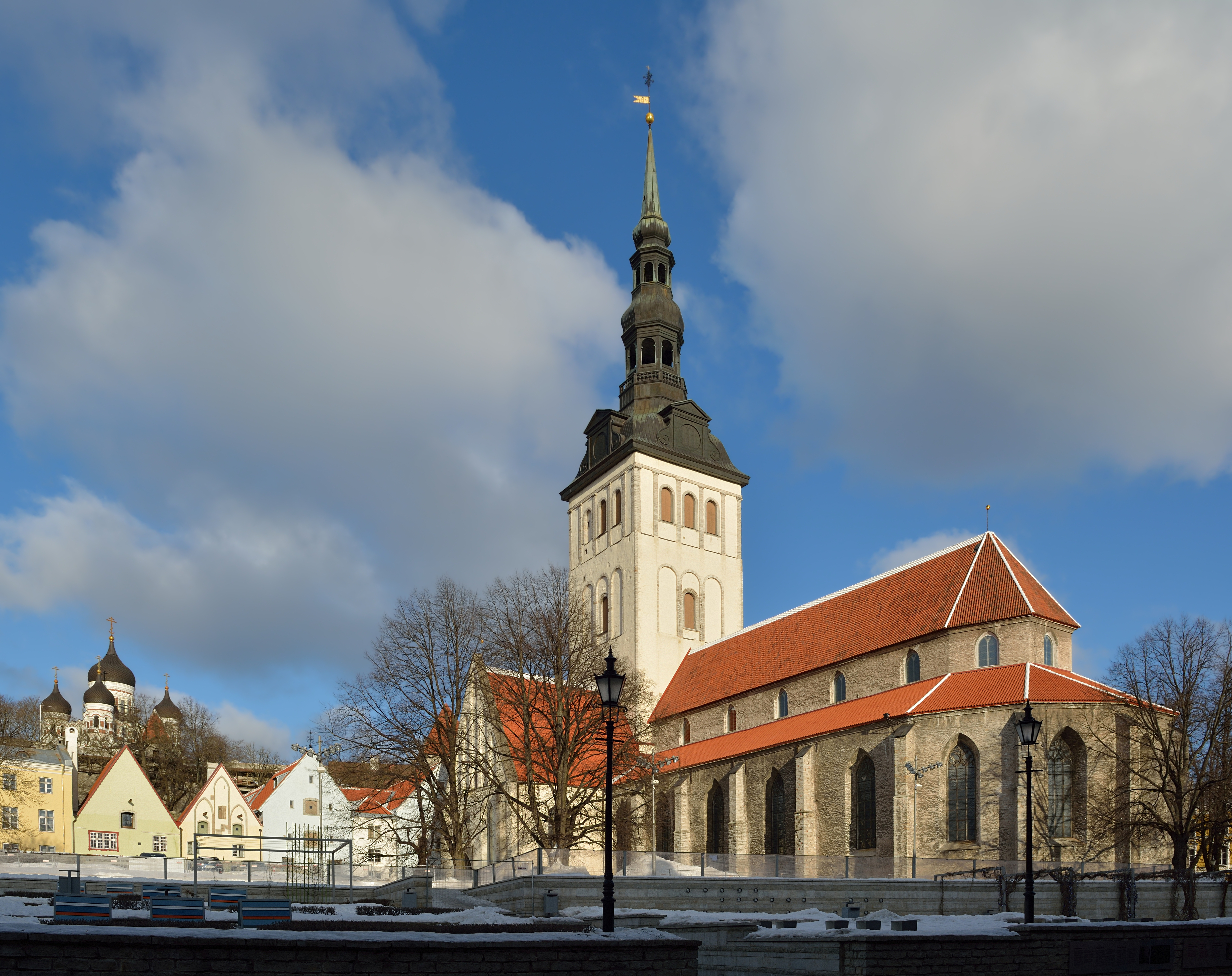
Niguliste kirik.

Nikolaikyrkan (estniska: Niguliste kirik) är en restaurerad medeltida kyrkobyggnad i Tallinn i Estland, idag museum.
Kyrkan var helgad åt Sankt Nikolaus, skyddshelgon för fiskare och sjömän. Den ursprungliga kyrkan byggdes på 1200-talet, med senare till- och ombyggnader i gotisk stil och barockstil. Kyrkan förstördes delvis 1944 vid den sovjetiska bombningen av Tallinn under andra världskriget. Sedan dess har den restaurerats, och den inhyser i dag en del av Estlands konstmuseum, främst kyrklig konst från medeltiden och framåt. Byggnaden används även som konserthall.
Bland museets mest kända verk finns ett bevarat fragment av en så kallad Dödsdans, utförd av Bernt Notke i slutet av 1400-talet.

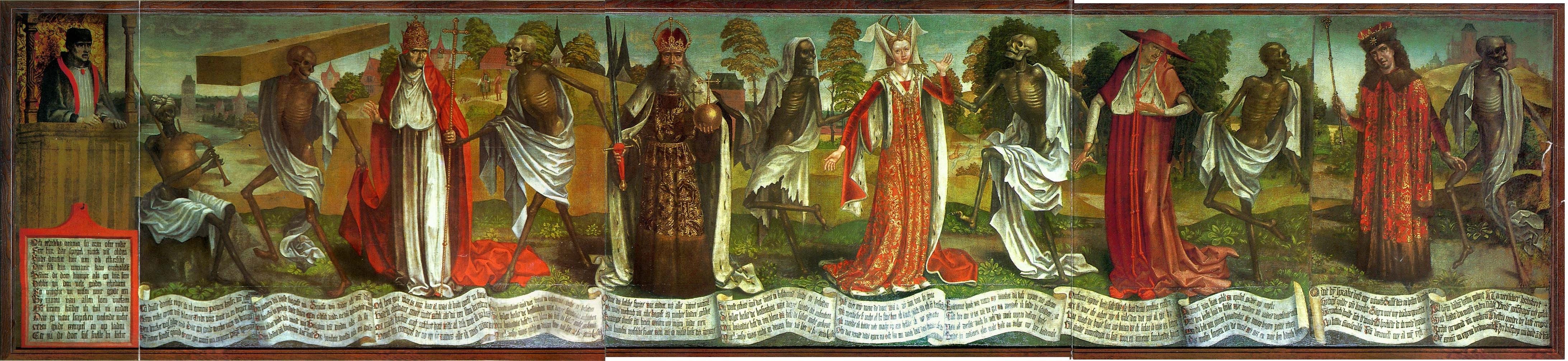
Dödsdansen